# Nikolaus Kalita
Nikolaus Kalita (* 11. September 1943 in Wien als Iwan Peter Kalita) ist ein österreichischer Popmusiker und Komponist.

## Biografie
Kalita feierte in den 1970er Jahren unter dem Künstlernamen Nick Oliver in seinem Heimatland einige Erfolge. Danach arbeitete er erfolgreich als Komponist, Texter und Produzent von Werbejingles. Im Frühjahr 1982 gelang ihm ein Erfolg mit der Single Puppe (du bist a moderne Hex’), einer im Wiener Dialekt interpretierten Coverversion von Dave Edmunds’ Country-Song Queen of Hearts.
1982 nahm er zusammen mit der Sängerin Sabine Kopera, die er bei Aufnahmen für eine Waschmittelwerbung kennengelernt hatte, als Duo Nickerbocker & Biene das Lied Hallo Klaus (i wü nur zruck) auf. Es entwickelte sich im Kielwasser der Neuen Deutschen Welle in Deutschland zu einem Top-Ten-Hit. Insgesamt hielt sich die Single über ein halbes Jahr in den Charts. Zwischenzeitlich wurde das Lied mehrmals gecovert, u. a. von ihnen selbst mit inhaltlich vertauschten Rollen unter dem Titel Hallo Maus (i wü nur zruck).

## Diskografie

### Alben
- 1983: Spätzünder (als Nickerbocker)
- 2010: Best of Nickerbocker & Biene

### Singles
- 1970: Hast du sie gesehen? (als Nicky Oliver)
- 1971: Girly (als Nicky Oliver)
- 1971: Margie (als Nicky Oliver)
- 1973: Weißt du nicht, daß mir dein Herz gehört (als Nicky Oliver)
- 1973: Gib der Liebe eine Chance (als Nick Oliver)
- 1973: Rosie (als Nicky Oliver)
- 1974: Angela Jones (als Nick Oliver)
- 1974: Statt Löcher in die Luft zu Schauen (als Nickerbocker)
- 1978: Country Girl (als Nicky Oliver)
- 1982: Devil Woman (als Nicky Oliver)
- 1982: Puppe (du bist a moderne Hex’) (als Nickerbocker)
- 1982: Hallo Klaus (i wü nur zruck) (als Nickerbocker & Biene)
- 1982: Lustobjekt (als Nickerbocker)
- 1982: (I bin a) Tiger (als Nickerbocker)
- 1983: Wien, a guater Platz zum Lebn (als Nickerbocker)
- 1982: Hallo Maus (als Nickerbocker & Biene)
- 1983: Belmondo (als Nickerbocker)
- 1983: Hokuspokus (als Nickerbocker & Biene)
- 1983: Schifoarn (als Nickerbocker)
- 1984: (Du bist der) Antityp (als Nickerbocker & Biene)
- 1985: Jäger in der Nacht (als Nickerbocker)
- 1999: Hallo Klaus (Z'ruck zu dir) Remix '99  (als Nickerbocker & Biene)